# Azocan
Azocanul (azaciclooctanul) este un compus organic heterociclic cu formula chimică C7H15N. Este alcătuit dintr-un nucleu octa-atomic, format din șapte atomi de carbon și un atom de azot. Analogul nesaturat se numește azocină. Nucleul se regăsește în structura guanetidinei, un medicament antihipertensiv.